# Libanons bidrag i Eurovision Song Contest
Libanon planerade att debutera i Eurovision Song Contest 2005 i Kiev, men drog sig ur tävlingen då landets TV-lagar inte tillät att Israels bidrag visades. Enligt EBU:s regler måste samtliga tävlande bidrag visas i direktsändning i de länder som själva är med och tävlar. Libanon fick som straff tre års avstängning för att de inte ställde upp i tävlingen trots att de anmält sig. Det bidrag som hade tagits fram, Quand tout s'enfuit, skrevs av Jad Rahbani.
| År   | Artist       | Bidrag              | Språk   | Final       | Poäng       | Semi        | Poäng       |
| ---- | ------------ | ------------------- | ------- | ----------- | ----------- | ----------- | ----------- |
| 2005 | Aline Lahoud | Quand tout s'enfuit | Franska | Drog sig ur | Drog sig ur | Drog sig ur | Drog sig ur |